# Dmitri Ușakov
Dmitri Ușakov (în rusă Дмитрий Ушаков; n. 15 august 1988, Eisk, RSFS Rusă, URSS) este un gimnast artistic ce a reprezentat Rusia, medaliat olimpic. A participat la 4 ediții ale Jocurilor Olimpice (2008, 2012, 2016, 2020) în care a câștigat o medalie de argint.